# Cidade dorme
Cidade dorme, Vila dorme, Noite na vila ou Máfia é um Jogo de mesa considerado clássico, e que possui diversas versões, e adaptações, que podem ser desenvolvidas conforme a complexidade desejada e o número de jogadores envolvidos.
É um jogo de interpretação, criado em 1986 por Dimitry Davidoff, então um estudante russo. Embora seja vendido comercialmente, também pode ser reproduzido artesanalmente, dada sua simplicidade. É uma variação de outro jogo, chamado Werewolf, e também se subdivide em muitas variações. É considerado também similar a Detetive, assassino e vítima, em que os Assassinos "matam" e eliminam outros jogadores com piscadas. O número de participantes mínimo a ser necessário costuma ser de sete a dez, embora seja possível fazer adaptações para um número menor.

## Jogabilidade
Um dos envolvidos deve ser o narrador, e usualmente este não deve assumir outros papeis, embora seja possível. Após, são sorteadas cartas com o os personagens que cada um deverá interpretar, dependendo da versão, poderá haver cidadão, aldeões ou camponeses como a turma do bem dentro do jogo. O objetivo é que a turma do bem descubra quem é o assassino, lobo ou lobisomem. Isto ocorre da seguinte forma: O narrador declara que a cidade dorme (ou que é noite na vila) e todos fecham os olhos. O narrador chama o assassino (Ou lobo/lobisomem) e ele escolhe alguém para matar. Depois o narrador diz para a cidade acordar (ou ser dia na vila) e todos acordam. O narrador elimina o participante que foi morto e todos tentam descobrir quem é o culpado pela morte. Pode ter um profeta, que acorda de madrugada e pergunta pra o narrador se alguma pessoa especifica é o assassino/lobo/lobisomem, ele faz isso todas as noites até descobrir. E de dia, ele ajuda a vila criando argumentos para matar o lobo que ele descobriu durante a noite.

## Versão para WhatsApp
Durante a segunda metade da década de 2010, o jogo ganhou uma versão para aplicativos de mensagem instantânea para smartphones, tais como o WhatsApp.

## Recepção
O jogo já foi utilizado em tese acadêmica sobre construção coletiva de crítica e de práticas emancipatórias.